# Sacarina
La sacarina es uno de los edulcorantes sintéticos más antiguos. Fue descubierto en 1879 por Ira Remsen y Constantin Fahlberg, de la Universidad Johns Hopkins. Químicamente es una amida o-sulfobenzoica. En la industria alimentaria se conoce con las siglas E954.

## Características
La sacarina fue sintetizada en 1878 a partir de experimentos con derivados del alquitrán de hulla, y se utiliza como edulcorante desde principios del siglo XX. Actualmente se obtiene mediante síntesis química del tolueno o de otros derivados del petróleo. Debido a la gran potencia edulcorante de la sacarina, se suele utilizar en disolución acuosa. La forma más utilizada es la sal sódica, ya que en la forma ácida es muy poco soluble en agua. Tiene un regusto amargo, sobre todo cuando se utiliza a concentraciones altas, pero este regusto puede enmascararse con otras sustancias. Es un edulcorante resistente al calentamiento y a medios ácidos, por lo que se emplea en la elaboración de productos dietéticos.

## Usos
Se usa como edulcorante no calórico, y en medicina cuando está contraindicada la toma de azúcar. Se emplea en la elaboración de bebidas refrescantes, en yogures edulcorados y en productos dietéticos para diabéticos.

## Dudas sobre la toxicidad de la sacarina
En los años setenta varios grupos de investigadores indicaron que dosis altas de sacarina (5 % del peso total de la dieta) eran capaces de inducir la aparición de cáncer de vejiga en las ratas.
La sacarina no es mutágena. Su efecto en la vejiga de las ratas se produce mediante una irritación continua de este órgano producida por cambios en la composición global de la orina que, entre otros efectos, dan lugar a cambios en el pH y a la formación de precipitados minerales. El ataque continuo tiene como respuesta la proliferación celular para reparar los daños, y en algunos casos esta proliferación queda fuera de control y da lugar a la producción de tumores. Es interesante constatar que el efecto de formación de precipitados en la orina de las ratas se debe en gran parte o en su totalidad al sodio que contiene la sacarina, ya que la forma libre o la sal de calcio no producen este efecto.
La sacarina no es pues carcinógena por sí misma, sino a través de su efecto como desencadenante de una agresión fisicoquímica a la vejiga de la rata, que induce la proliferación celular. Con concentraciones en la dieta (las utilizadas realmente por las personas) en las que no exista absolutamente ninguna posibilidad de que se produzca esta agresión a la vejiga, el riesgo no será muy pequeño, sino simplemente nulo.

## Legislación nacional
El uso de la sacarina estuvo prohibido en algunos países como Canadá, que finalmente la legalizó en 2014.
En Estados Unidos se planteó su prohibición en 1977, pero las campañas de las empresas afectadas y de algunas asociaciones, entre ellas las de diabéticos, motivaron que se dictara una moratoria a la prohibición. La situación de la sacarina quedó pues inestable en Estados Unidos, durante un tiempo estuvo sometida a normas de etiquetado estrictas con frases del tipo: «Este producto contiene sacarina, de la que se ha determinado que produce cáncer en animales de laboratorio» o bien «El uso de este producto puede ser peligroso para su salud». Pero en 2001 la administración de Estados Unidos y del estado de California cambiaron su posición sobre la sacarina y la declararon apta para el consumo.